# Ballistosporomyces xanthus
Ballistosporomyces xanthus är en svampart som beskrevs av Nakase, G. Okada & Sugiy. 1989. Ballistosporomyces xanthus ingår i släktet Ballistosporomyces, ordningen Sporidiobolales, klassen Microbotryomycetes, divisionen basidiesvampar och riket svampar.   Inga underarter finns listade i Catalogue of Life.